# Ліський повіт
Ліський повіт (пол. powiat leski) — один з 21 земських повітів Підкарпатського воєводства Польщі. Утворений 1 січня 1999 року внаслідок адміністративної реформи.

## Загальні дані
Історично — прадавня етнічна українська земля з часів Київської Руси до вигнання місцевого населення в 1946—1947 рр. В 1782 році циркуль (повіт) Лісько ділився на 25 територіально-адміністративні одиниці. До 1918 року в повіті проживало 74118 жителів.
Повіт знаходиться у південній частині воєводства. Адміністративний центр — місто Лісько. Станом на 1.01.2008 населення становить 26 535 осіб, площа 834,94 км².
Межує на сході з Бещадським повітом, на півночі з — Перемиським повітом, на заході — з Сяніцьким повітом, на півдні — з округом Снина (Словаччина).

### Адміністративний поділ
Повіт ділиться на такі адміністративно-територіальні одиниці — гміни: Балигород, Лісько, Вільшаниця, Солена, Тісна.

## Демографія
Демографічні дані повіту станом на 30.06.2005:
|       | Всього | Всього | Жінки  | Жінки | Чоловіки | Чоловіки |
| ----- | ------ | ------ | ------ | ----- | -------- | -------- |
|       | осіб   | %      | осіб   | %     | осіб     | %        |
| Повіт | 26 579 | 100    | 13 247 | 49,8  | 13 332   | 50,2     |
| Міста | 5843   | 100    | 3018   | 51,7  | 2825     | 48,3     |
| Села  | 20 736 | 100    | 10 229 | 49,3  | 10 507   | 50,7     |

## Відомі люди
- Вендзилович Мирон — український архітектор.
- Гриневецький Мелетій Модест — уродженець Лютовиськ
- Сембратович Роман — український журналіст і публіцист.

## Історія
Згідно з переписом населення 1931 р. в Ліському повіті тодішнього Львівського воєводства 70 346 осіб (63,05 % від загальної кількості) визнали себе українцями за рідною мовою.
9 вересня 1944 року в Любліні за вказівкою верховної радянської влади було укладено угоду між Польським комітет національного визволення та урядом УРСР, що передбачала польсько-український обмін населенням. З 15 жовтня 1944 по серпень 1946 року в Україну з Ліського повіту було депортовано 39 505 осіб (з 39 772 взятих на облік до виселення).
У квітні-травні 1947 року під час операції «Вісла» польська армія виселила з Ліського повіту на приєднані до Польщі північно-західні терени 24 647 українців. Залишилося 882 невиселених українців, які також підлягали виселенню.